# Prags TV-torn
Prags TV-torn (tjeckiska: Žižkovský vysílač) är ett TV-torn i stadsdelen Žižkov i Prag. Tornet byggdes 1985-1992 och formgavs av Václav Aulický och Jiří Kozák.
Tornet är 216 meter högt, observatoriets höjd över marken är 93 meter, hotellets höjd är 70 meter, restaurangens höjd är 66 meter. Restaurangen har en kapacitet på 180 personer. Tre hissar transporterar passagerare med en hastighet av 4 m/s.
Byggandet av tornet kostade 19 miljoner dollar. Det väger 11 800 ton och används också som meteorologiskt observatorium. Tornet är medlem i World Federation of Great Towers.
Precis som många andra exempel på arkitektur under kommunismen i Central- och Östeuropa, brukade TV-tornet vanligtvis bli illa sett av de lokala invånarna. Den fick också några smeknamn, mestadels för sin raketliknande form, som "Baikonur", efter den sovjetiska kosmodromen eller något mer politiskt, som "Jakeš' finger" ("Jakešův prst"), efter Tjeckoslovakiens generalsekreterare i Kommunistiska partiet. År 2009 kallade den australiska webbplatsen Virtualtourist.com TV-tornet i Prag för den näst fulaste byggnaden i världen, efter Morris A. Mechanic Theatre i Baltimore. Nyligen har tornets rykte bland tjeckerna förbättrats. Idag lockar tornet besökare med sina tekniska innovationer och sin utsikt över stadens silhuett.